# Southampton (New York)
Southampton of volledig  Town of Southampton is een plaats in de county Suffolk in de staat New York en ligt op Long Island. Bij de telling van 2010 had de plaats 56.790 inwoners. Southampton wordt gerekend tot de reeks kustplaatsen die The Hamptons genoemd worden.

## Geboren
- Jacqueline Kennedy Onassis (1929-1994), first lady
- Mary Cleave (1947-2023), astronaute